# Ghost Dance
I Ghost Dance sono stati un gruppo musicale gothic rock britannico fondati da Gary Marx (ex membro dei The Sisters of Mercy) e da Anne Marie Hurst, ex cantante degli Skeletal Family.

## Storia
La band, inizialmente un duo, comprendeva solamente la chitarra di Gary Marx (alle prese anche con una batteria elettronica) e la voce di Anne Marie Hurst.
Subito dopo si aggiunge il bassista "Etch" ed esordiscono nel 1986 con il singolo River of No Return, distribuito da una piccola etichetta discografica: la Karbon. Sul secondo singolo Heart Full of Soul appare, in veste di collaboratore, il chitarrista dei Red Lorry Yellow Lorry Steve Smith. Dal terzo singolo The Grip of Love, verrà sostituito da Richard Steel.
Successivamente, con l'entrata in formazione di un batterista (John Grant), diventano un convenzionale quintetto rock e, nel 1987, registrano un EP: A Word to the Wise.
L'anno successivo distribuiscono la raccolta contenente i brani dei primi 3 singoli (Gathering Dust) congedandosi dalla Karbon e, firmano per la Chrysalis.
Nel 1989 viene pubblicato l'album Stop the World, anticipato dal singolo Down to the Wire. Ma, nonostante le buone intenzioni e il favore di pubblico e critica acquisito durante il periodo "indipendente", l'album si rivela un insuccesso commerciale decretando di lì a poco la fine stessa dei Ghost Dance.

## Formazione

### Ultima
- Gary Marx - chitarra, voce addizionale (1985-1989)
- Anne-Marie Hurst - voce (1985-1989)
- Paul "Etch" Etchells - basso (1985-1989)
- Richard Steel - chitarra, voce addizionale (1986-1989)
- John Grant - batteria, voce addizionale (1987-1989)

### Ex componenti
- Pandora (drum-machine) - percussioni (1985-1986)
- Steve Smith - chitarra, voce addizionale (1985-1986)

## Discografia

### EP
- 1987 - A Word to the Wise

### Album in studio
- 1989 - Stop the World

### Compilation
- 1988 - Gathering Dust (Raccolta contenente le tracce dei tre singoli pubblicati precedentemente all'EP d'esordio)

### Singoli
- 1986 - River of No Return
- 1986 - Heart Full of Soul (cover degli Yardbyrds)
- 1986 - The Grip of Love
- 1989 - Down to the Wire (1° singolo estratto dall'album di debutto)
- 1989 - Introducing Ghost Dance (Uscito in Germania per presentare la band)
- 1989 - Celebrate (2° singolo estratto dall'album di debutto)